# Манастир Ћелија Пиперска
Манастир Ћелија Пиперска је манастир Митрополије црногорско-приморске из 12. вијека.

## Историја
Манастир се налази 17 км од Подгорице, на ивици планинске висоравни изнад села Црнци (Подгорица). Основао га је, у првој половини 12. вијека, Стефан Немања, обновио га је у 17. вијеку Свети Стефан Пиперски. Манастир је израстао из испосничке ћелије овог подвижника и светитеља. Године 1667. он је саградио малу цркву посвећену Рођењу Пресвете Богородице, а нешто касније: школу и монашку кухињу.
У XIX веку манастир је обновљен и био активан. Почевши од 1878. године, манастир је припадао новоствореној Захумско-рашкој епархији. Већа реконструкција обављена је 1889. године. У то време у манастирској школи је отворен црквена библиотека, која је у то време била једна од највећих у Црној Гори. Манастир је остао у саставу Захумско-рашке епархије све до 1931. године, када је ова епархија укинута и прикључена Митрополији црногорско-приморској.
Манастир, захваљујући свом положају у планинама, није био оштећен за време Другог светског рата, али је током послератног терора комунистичке партије 1945. године разрушен, када је спаљена и манастирска библиотека. Касније је манастир обновљен као женски. Након земљотреса 1979. године, покренута је његова обнова која је завршена тек 1994. године. Од 1988. године у манастиру је иконописачка школа.
У манастиру се чувају мошти ктитора манастира Светог Стефана Пиперског.
О св.Стефану Пиперском и светој обитељи Ћелији Пиперској, као српском свецу и српском манастиру, као и о славним Немањићима пише никшићки лист Оногошт, у броју 23. за 1899.годину.

## Старешине манастира
| Портрет | Име и презиме                   | Време службе |  |
| ------- | ------------------------------- | ------------ |  |
|         | игуман Михаило (Петровић)       | 1914—1889    |  |
|         | игуман Доситеј (Кнежевић)       | 1889—1906    |  |
|         | игуман Лаврентије (Љумовић)     | 1906—1936    |  |
|         | игуман Боривоје (Томовић)       | 1936—1945    |  |
|         | игуман Кирило (Раичевић)        | 1966—1968    |  |
|         | игуман Евдоким (Тихвицки)       | 1977—1986    |  |
|         | игуман Лазар (Аџић)             | 1987—1991    |  |
|         | игуманија Ефимија (Никчевић)    | 1991—1998    |  |
|         | игуманија Ангелина (Трифуновић) | 1998—2002    |  |
|         | игуманија Јелена (Станишић)     | 2002—        |  |